# Eshmun
I forntida syrisk-fenicisk religion var Eshmun en läkedomsgud liknande grekernas Asklepios. Hans kult rönte störst popularitet i Sidon, och hans viktigaste tempel låg två kilometer utanför denna stad. 
Eusebios av Caesarea och Damaskios återger hur Eshmun skulle vara son till guden Sydyk, eller Sadyk, och en av de sju barnmoskegudinnorna i svalskepnad. Fotios skildrar (på grekiska) hur Eshmun skulle ha varit älskare åt modergudinnan Astronoë, med all sannolikhet den gudinna som på hebreiska kallades Ashera. Identifikation med Astarte är mindre trolig, eftersom hon redan hade en etablerad grekisk namnform.